# NCIS: Los Angeles (5.ª temporada)
Em 27 de março de 2013 a CBS renovou NCIS: Los Angeles para a sua quinta temporada

## Elenco
| Ator/atriz           | Personagem              | Cargo                            | Principal |
| -------------------- | ----------------------- | -------------------------------- | --------- |
| Chris O'Donnell      | G. Callen               | Agente especial do NCIS          |           |
| LL Cool J            | Sam Hanna               | Agente Especial do NCIS          |           |
| Daniela Ruah         | Kensi Blye              | Agente Especial do NCIS          |           |
| Eric Christian Olsen | Marty Deeks             | Detetive de Ligação LAPD - NCIS  |           |
| Linda Hunt           | Henrietta "Hetty" Lange | Gerente de Operações do NCIS     |           |
| Barrett Foa          | Eric Beal               | Operador técnico do NCIS         |           |
| Renée Felice Smith   | Nell Jones              | Analista de Inteligencia do NCIS |           |
| Miguel Ferrer        | Owen Granger            | Sub-Diretor do NCIS              |           |

## Episódios
| Sequência | Episódios | Título                | Direção            | Escrito por                            | Data de exibição        | Audiência EUA (em milhões) |
| --- | --------- | --------------------- | ------------------ | -------------------------------------- | ----------------------- | -------------------------- |
| 97 | 1         | "Ascension"           | Terrence O'Hara    | Frank Military                         | 24 de setembro de 2013  | 16.35                      |
| Enquanto Deeks e Sam tentam recuperar-se das traumáticas torturas sofridas nas mãos de Isaak Sidorov, a equipe continua em sua busca pelas armas nucleares roubadas. |           |                       |                    |                                        |                         |                            |
| 98 | 2         | "Impact"              | Jonathan Frakes    | Sara Servi and R. Scott Gemmill        | 1 de outubro de 2013    | 15.09                      |
| Hetty chama o psicólogo operacional Nate Getz para ajudar Deeks e Sam a lidar com as torturas que sofreram. O restante da equipe investiga as mortes de um ex-Vice Almirante e de um jornalista polêmico. Personagem recorrente: Peter Cambor como Nate Getz                                                                                                 |           |                       |                    |                                        |                         |                            |
| 99 | 3         | "Omni"                | Larry Teng         | Kyle Harimoto                          | 8 de outubro de 2013    | 14.84                      |
| A equipe investiga quem comprometeu um projeto ultra-secreto de desenvolvimento de vacina por uma empresa de biotecnologia. O ainda abalado Deeks tenta lidar com seus sentimentos para poder voltar à ativa. |           |                       |                    |                                        |                         |                            |
| 100 | 4         | "Reznikov, N."        | Tony Wharmby       | Shane Brennan                          | 15 de outubro de 2013   | 14.65                      |
| A equipe investiga o sequestro de um ex-agente da KGB que alega ser o pai de Callen. |           |                       |                    |                                        |                         |                            |
| 101 | 5         | "Unwritten Rule"      | Larry Teng         | Joseph C. Wilson & Jordana Lewis Jaffe | 22 de outubro de 2013   | 14.92                      |
| Nell junta-se à equipe em trabalho de campo, após a descoberta que o pedido de resgate da namorada de um oficial da Marinha é informação sigilosa. Deeks ignora haver quebrado uma das regras de Hetty. |           |                       |                    |                                        |                         |                            |
| 102 | 6         | "Big Brother"         | Steven DePaul      | Jordana Lewis Jaffe                    | 29 de outubro de 2013   | 14.90                      |
| Quando uma quebra de sigilo prejudica uma investigação conjunta FBI/CIA/NCIS, a investigação aponta para uma hacker adolescente. Callen se disfarça como orientador na escola dela para tentar descobrir o responsável pelo vazamento de dados. |           |                       |                    |                                        |                         |                            |
| 103 | 7         | "The Livelong Day"    | Dennis Smith       | Joe Sachs                              | 5 de novembro de 2013   | 14.76                      |
| O time junta-se à Segurança Interna quando a investigação da morte de um segurança de um pátio ferroviário revela um plano de ataque terrorista. |           |                       |                    |                                        |                         |                            |
| 104 | 8         | "Fallout"             | Diana C. Valentine | Joseph C. Wilson                       | 12 de novembro de 2013  | 14.88                      |
| Um dispositivo nuclear desaparece e a equipe deve encontrá-lo antes que caia em mãos erradas. Hetty descobre que um inimigo de seu passado está de volta. |           |                       |                    |                                        |                         |                            |
| 105 | 9         | "Recovery"            | Paul A. Kaufman    | Gil Grant                              | 19 de novembro de 2013  | 14.99                      |
| Para investigar a morte de um oficial, Kensi e Deeks agem disfarçados em um centro de reabilitação. Acontece a "coisa" entre Kensi e Deeks. |           |                       |                    |                                        |                         |                            |
| 106 | 10        | "The Frozen Lake"     | John P. Kousakis   | Dave Kalstein                          | 26 de novembro de 2013  | 12.32                      |
| Callen e Sam pedem ajuda a um Agente de elite nepalês para recuperar um pen drive roubado. Kensi e Deeks tentam encontrar um equilíbrio em sua relação quando Kensi é realistada e enviada para uma missão sigilosa. |           |                       |                    |                                        |                         |                            |
| 107 | 11        | "Iron Curtain Rising" | Tony Wharmby       | Jordana Lewis Jaffe                    | 10 de dezembro de 2013  | 15.24                      |
| A equipe tenta localizar um antigo criminoso de guerra romeno que está vivendo em LA com identidade falsa, antes que ele fuja novamente. Kensi chega ao Afeganistão e é informada de sua missão. |           |                       |                    |                                        |                         |                            |
| 108 | 12        | "Merry Evasion"       | Karen Gaviola      | Kyle Harimoto                          | 17 de dezembro de 2013  | 15.58                      |
| A equipe deve investigar o real motivo de um ataque à casa da filha de um senador. Kensi prepara-se para passar o Natal sozinha quando recebe um presente de Hetty: um telefone para comunicar-se com Deeks. |           |                       |                    |                                        |                         |                            |
| 109 | 13        | "Allegiance"          | Eric Laneuville    | Frank Military & Andrew Bartels        | 14 de janeiro de 2014   | 15.87                      |
| Um agente federal especialista em hawala, um antigo sistema de transferência de dinheiro, é assassinado. A investigação reúne a equipe em Los Angeles com Kensi e Granger no Afeganistão. |           |                       |                    |                                        |                         |                            |
| 110 | 14        | "War Cries"           | James Hanlon       | R. Scott Gemmill                       | 4 de fevereiro de 2014  | 16.30                      |
| Quando dois empreiteiros militares privados são assassinados, a investigação relaciona-se a um caso pendente do OSP. Sam convence Callen a participar de um encontro às cegas. Primeira aparição de: Joelle Taylor |           |                       |                    |                                        |                         |                            |
| 111 | 15        | "Tuhon"               | Christine Moore    | Dave Kalstein                          | 25 de fevereiro de 2014 | 13.15                      |
| Sam e Callen viajam para o México em busca de um suspeito de crime diplomático. |           |                       |                    |                                        |                         |                            |
| 112 | 16        | "Fish Out of Water"   | Terrence O'Hara    | Joe Sachs                              | 11 de março de 2014     | 14.37                      |
| Sam e Callen tem a ajuda de uma agente disfarçada da DEA para investigar uma explosão em um mercado de peixes. No Afeganistão, Kensi e Granger estão no caso de um acidente de helicóptero. Primeira aparição de: Talia Del Campo |           |                       |                    |                                        |                         |                            |
| 113 | 17        | "Between the Lines"   | Dennis Smith       | Joseph C. Wilson                       | 18 de março de 2014     | 14.21                      |
| O time precisa encontrar um traidor quando um agente disfarçado da ATF é morto por uma gangue. Granger preocupa-se com o desaparecimento de Kensi no Afeganistão. |           |                       |                    |                                        |                         |                            |
| 114 | 18        | "Zero Days"           | Tony Wharmby       | Andrew Bartels                         | 25 de março de 2014     | 15.54                      |
| A equipe deve investigar quando um amigo de Eric é atacado. No Afeganistão, Kensi encontra alguém de seu passado. |           |                       |                    |                                        |                         |                            |
| 115 | 19        | "Spoils of War"       | Frank Military     | Frank Military                         | 1 de abril de 2014      | 15.31                      |
| Ao ser informada do desaparecimento de Kensi, a equipe viaja ao Afeganistão para resgatá-la. |           |                       |                    |                                        |                         |                            |
| 116 | 20        | "Windfall"            | Eric Pot           | Gil Grant                              | 8 de abril de 2014      | 14.37                      |
| A equipe investiga um fuzileiro suspeito de desviar dinheiro. Hetty ordena que Kensi fique com Eric no escritório enquanto Nell a substitui como parceira de Deeks. |           |                       |                    |                                        |                         |                            |
| 117 | 21        | "Three Hearts"        | Diana C. Valentine | Dave Kalstein & Kyle Harimoto          | 15 de abril de 2014     | 14.69                      |
| Um agente disfarçado do NCIS é colocado em custódia ao ser suspeito de trabalhar para o contrabandista que deveria estar investigando. Cabe à equipe descobrir se ele é ou não um traidor. Kensi e Deeks conversam francamente sobre seu relacionamento. |           |                       |                    |                                        |                         |                            |
| 118 | 22        | "One More Chance"     | Tony Wharmby       | David J. North                         | 29 de abril de 2014     | 14.83                      |
| Uma menina que Sam havia protegido na Arábia Saudita desaparece. Ele desconfia que o desaparecimento está ligado ao trabalho da mãe da garota, uma engenheira desenvolvedora de veículos aéreos não tripulados. |           |                       |                    |                                        |                         |                            |
| 119 | 23        | "Exposure"            | Larry Teng         | R. Scott Gemmill                       | 6 de maio de 2014       | 14.11                      |
| Uma explosão em um evento militar de caridade mata duas pessoas. A equipe deve descobrir se o ocorrido foi um ataque terrorista e encontrar os responsáveis. |           |                       |                    |                                        |                         |                            |
| 120 | 24        | "Deep Trouble"        | Larry Teng         | R. Scott Gemmill                       | 13 de maio de 2014      | 14.85                      |
| A morte suspeita de um engenheiro de submarinos da Marinha leva o OSP a trabalhar novamente com a agente do DEA Talia del Campo. A investigação revela uma aliança entre traficantes colombianos e supremacistas brancos para a prática de um ataque terrorista. O episódio termina com Callen e Sam presos a bordo de um submarino carregado de explosivos. |           |                       |                    |                                        |                         |                            |